# 足立信也
足立 信也（あだち しんや、1957年〈昭和32年〉6月5日 - ）は、日本の医師、医学者、政治家。大分市長（公選第6代）。筑波大学客員教授、大分大学客員教授。
医師として筑波メディカルセンター病院診療部部長、国立霞ヶ浦病院消化器科医長、筑波大学臨床医学系外科助教授、同外科講師、きぬ医師会病院外科診療科長などを歴任。
政界進出後は厚生労働大臣政務官（鳩山由紀夫内閣・菅直人内閣）、参議院政治倫理の確立及び選挙制度に関する特別委員長、国民民主党参議院幹事長（初代）、旧国民民主党政務調査会長（初代）、民進党政務調査会長（第4代）などを歴任した。

## 来歴

### 生い立ち
大分県大分市上戸次で、父・二也（つぎや）、母・ウメノの次男として生まれた。母は教師だった。大分市立上戸次小学校、大分市立戸次中学校、大分県立大分舞鶴高等学校、筑波大学医学専門学群卒業、医学博士。

### 医師・医学者として
大学卒業後、筑波大学附属病院見学生・研修医を経て、1983年より筑波大学附属病院医員。その後きぬ医師会病院勤務、国立霞ヶ浦病院消化器科医長、筑波メディカルセンター病院診療部長を務める。また1994年より筑波大学医学専門学群臨床医学系外科講師、2003年より同助教授。

### 政治家として

#### 国会議員時代

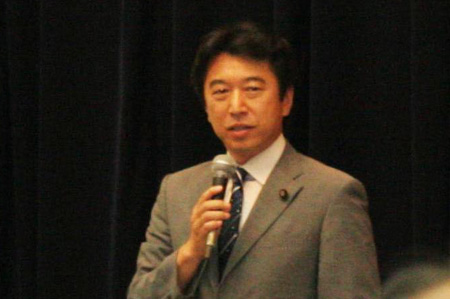
2010年9月22日、厚生労働大臣政務官退任の挨拶

2004年、「足立信也と安心な日本を創る会」を設立し、同会代表に就任した。民主党に入党し、第20回参議院議員通常選挙に同党公認で大分県選挙区から立候補。自由民主党現職の仲道俊哉を10万票超の大差で破り、初当選した。
2009年、鳩山由紀夫内閣で厚生労働大臣政務官に任命され、菅直人内閣まで務める。在任中、出産育児一時金の直接支払制度をつくり、同年10月以降の分娩について実施されている。
2010年の第22回参議院議員通常選挙では民主党公認で立候補し、与党への逆風で苦戦を強いられたが、大分県選挙区で自民党新人の小田原潔を4万票弱の票差で破り、再選。
2012年、参議院政治倫理の確立及び選挙制度に関する特別委員長に就任。
2015年の民主党代表選挙では元代表の岡田克也の推薦人に名を連ね、岡田が党代表に選出された。
2016年の第24回参議院議員通常選挙では民進党公認で大分県選挙区に立候補し、また苦戦を強いられたが、自民党新人の古庄玄知を1,090票の僅差で破り、3選。
2017年7月27日、民進党代表の蓮舫が、同月の東京都議会議員選挙の結果を受けて辞任を表明。蓮舫の辞任に伴う代表選挙（9月1日投開票）では前原誠司の推薦人に名を連ねた。
2018年5月7日、民進党と希望の党の合流により結党された国民民主党に参加。同日、政務調査会長に就任した。9月11日に政調会長を退任し組織委員長に就いた。
2020年9月5日、立憲民主党と国民民主党が解党して設立する合流新党（新「立憲民主党」）に参加しないと表明した。9月7日、玉木雄一郎を中心とする新「国民民主党」に加わる国会議員の募集が締め切られ、足立が同党に入党届を提出したことが明らかとなった。9月24日、参議院幹事長に就任した。
2021年11月20日、翌年の第26回参議院議員通常選挙に国民民主党公認で4選を目指して立候補することを表明した。しかし、2022年初頭には所属する国民民主党が2022年度予算案に賛成したため他の野党が反発。足立自身は本予算の採決を欠席し、同年5月の補正予算案にも反対の立場をとり欠席したが、日本共産党が大分県選挙区で新人を擁立し、社民党も自主投票とするなど野党間の足並みは乱れた。2022年7月10日の投開票の結果、前回は勝利した自民党新人の古庄玄知に約4万5千票の差で敗れ、議席を失った。
選挙後の8月6日に行われた国民民主党大分県連総務会で県連代表の辞任ならびに離党が承認された。

#### 大分市長
同年11月、翌2023年4月に実施予定の大分県知事選挙を含め、来年春の統一地方選挙に出馬する意欲を示していることが明らかになった。その後、大分市長であった佐藤樹一郎が大分県知事選へ立候補準備のために辞職し、その後任を選出する大分市長選挙への立候補を表明した。
2023年4月16日、大分市長選挙が告示されたが、足立以外に立候補の届出がなかったことから、無投票での初当選が決まった。大分市長選の無投票選挙は1951年以来72年ぶりとなる。自民党大分市連・立憲民主党・国民民主党の推薦を受けた。当初の選挙投開票日でもあった同年4月23日から任期が開始され、4月24日に市長として大分市役所に初登庁した。

## 年譜

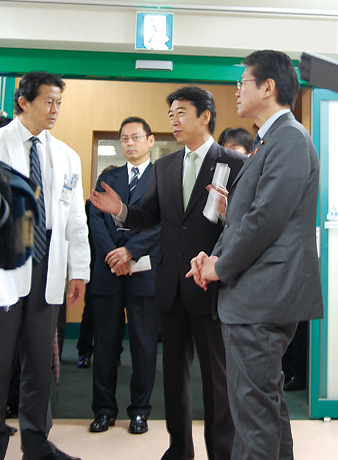
2009年12月3日、厚生労働大臣長妻昭（右）と河北総合病院を視察

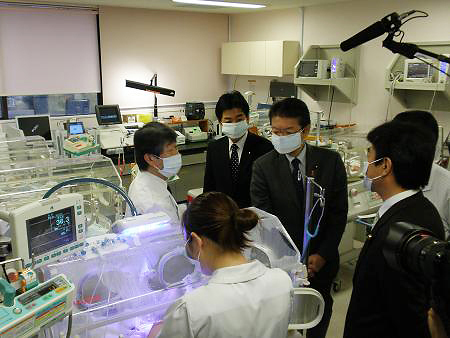
2009年12月3日、厚生労働大臣長妻昭（奥中央）と東京女子医科大学病院を視察

- 1957年6月5日 - 大分県大分市で出生
- 1970年3月 - 大分市立上戸次小学校卒業
- 1973年3月 - 大分市立戸次中学校卒業
- 1976年3月 - 大分県立大分舞鶴高等学校卒業
- 1982年3月 - 筑波大学医学専門学群卒業
  - 4月 - 筑波大学附属病院見学生
  - 6月 - 筑波大学附属病院医員（研修医）
- 1983年5月 - 筑波大学附属病院医員
- 1988年4月 - きぬ医師会病院外科診療科長
- 1994年7月 - 筑波大学医学専門学群臨床医学系外科講師
- 2003年1月 - 筑波大学医学専門学群臨床医学系外科助教授
  - 4月 - 国立霞ヶ浦病院消化器科医長
- 2004年4月 - 筑波メディカルセンター病院診療部長、「足立信也と安心な日本を創る会」代表
  - 4月19日 - 民主党入党
  - 7月11日 - 第20回参議院議員通常選挙で当選（大分県選挙区）
- 2009年9月18日 - 厚生労働大臣政務官（鳩山由紀夫内閣）
- 2010年6月9日 - 厚生労働大臣政務官（菅直人内閣）
  - 7月11日 - 第22回参議院議員通常選挙で再選（大分県選挙区）
- 2012年 - 参議院政治倫理の確立及び選挙制度に関する特別委員長
- 2016年7月10日 - 第24回参議院議員通常選挙で3選（大分県選挙区）
- 2018年5月7日 - 国民民主党に参加
- 2022年7月10日 - 第26回参議院議員通常選挙落選
- 2023年4月16日 - 大分市長選挙で無投票で初当選[26]
- 2023年4月23日 - 大分市長正式就任[28][26]

## 政策・主張

### 憲法
- 憲法改正について、2016年のアンケートで「どちらかと言えば反対」と回答[29]。2022年のNHKのアンケートで「賛成」と回答[30]。
- 9条改憲について、2016年の毎日新聞社のアンケートで「反対」と回答[31]。2022年の毎日新聞社のアンケートで「改正して、自衛隊の存在を明記すべきだ」と回答[32]。9条への自衛隊の明記について、2022年のNHKのアンケートで「賛成」と回答[30]。
- 憲法を改正し緊急事態条項を設けることについて、2022年のNHKのアンケートで「どちらともいえない」と回答[30]。

### 外交・安全保障
- 「他国からの攻撃が予想される場合には先制攻撃もためらうべきではない」との問題提起に対し、2016年のアンケートで「どちらとも言えない」と回答[29]。
- 敵基地攻撃能力を持つことについて、2022年のNHKのアンケートで「どちらかといえば賛成」と回答[30]。
- 「北朝鮮に対しては対話よりも圧力を優先すべきだ」との問題提起に対し、2016年のアンケートで「どちらとも言えない」と回答[29]。
- 安全保障関連法の成立について、2016年の毎日新聞社のアンケートで「廃止すべき」と回答[31]。
- 普天間基地の辺野古移設について、2016年の毎日新聞社のアンケートで「反対」「国外に移設すべき」と回答[31]。2022年の毎日新聞社のアンケートで「どちらかといえば賛成」と回答[32]。
- 徴用工訴訟問題や慰安婦問題などをめぐり日韓の対立が続くなか、関係改善についてどう考えるかとの問いに対し、2022年の毎日新聞社のアンケートで「韓国政府がより譲歩すべきだ」と回答[32]。

### ジェンダー
- 選択的夫婦別姓制度の導入について、2016年のアンケートで「どちらとも言えない」と回答[29]。2022年の毎日新聞社、NHKのアンケートで「賛成」と回答[32][30]。
- 同性婚を可能とする法改正について、2016年のアンケートで「どちらとも言えない」と回答[29]。2022年の毎日新聞社、NHKのアンケートで「反対」と回答[32][30]。
- クオータ制の導入について、2016年のアンケートで「どちらかと言えば反対」と回答[29]。2022年のNHKのアンケートで「反対」と回答[30]。

### その他
- 永住外国人への地方参政権付与について、2016年のアンケートで「どちらかと言えば賛成」と回答[29]。
- 首相の靖国神社参拝について、2016年のアンケートで「反対」と回答[29]。
- 「治安を守るためにプライバシーや個人の権利が制約されるのは当然だ」との問題提起に対し、2016年のアンケートで「どちらとも言えない」と回答[29]。
- 「原子力発電所は日本に必要だと思うか」との問いに対し、2016年の毎日新聞社のアンケートで「当面は必要だが、将来的には廃止すべき」と回答[31]。
- 2016年の米国大統領選挙について「ドナルド・トランプとヒラリー・クリントンのどちらを支持するか」との問いに対し、2016年の毎日新聞社のアンケートで「クリントン」と回答[31]。
- 2016年2月8日、高市早苗法務大臣は、放送局が政治的公平性を欠く放送を繰り返した場合、放送法4条違反を理由に電波停止を命じる可能性に言及した[33][34]。安倍晋三首相は2月15日の衆議院予算委員会で野党の批判に反論し、高市の発言を擁護した[35]。政府の姿勢をどう思うかとの問いに対し、2016年の毎日新聞社のアンケートで「問題だ」と回答[31]。
- 国会議員の被選挙権年齢の引き下げについて、2022年の毎日新聞社のアンケートで「反対」と回答[32]。
- 「岸田文雄首相の政権運営をどの程度評価するか」との問いに対し、2022年のNHKのアンケートで「あまり評価しない」と回答[30]。
- 2004年に行われた公開アンケートにおいて、健康増進法を努力規定ではなく義務規定として、受動喫煙防止を徹底することに「反対」と回答[36]。2016年に行われた公開アンケートにおいて、レストランやバーを含む一般市民が出入りする場所は、2020年までに「罰則なしの分煙とするべきである」と回答[37]。

## 人物
- 喫煙者である[36]。
- 元参議院事務総長の橋本雅史が足立の選挙対策本部長を務めた[38]。

## 論文
CiNii Articles 著者 - 足立 信也（国立情報学研究所）

## 選挙歴
| 当落 | 選挙                     | 執行日         | 年齢 | 選挙区       | 政党       | 得票数     | 得票率 | 定数 | 得票順位 /候補者数 | 政党内比例順位 /政党当選者数 |
| ---- | ------------------------ | -------------- | ---- | ------------ | ---------- | ---------- | ------ | ---- | ------------------ | ---------------------------- |
| 当   | 第20回参議院議員通常選挙 | 2004年07月11日 | 47   | 大分県選挙区 | 民主党     | 34万1741票 | 54.82% | 1    | 1/4                | /                            |
| 当   | 第22回参議院議員通常選挙 | 2010年07月11日 | 53   | 大分県選挙区 | 民主党     | 29万4286票 | 48.68% | 1    | 1/3                | /                            |
| 当   | 第24回参議院議員通常選挙 | 2016年07月10日 | 59   | 大分県選挙区 | 民進党     | 27万1783票 | 48.13% | 1    | 1/3                | /                            |
| 落   | 第26回参議院議員通常選挙 | 2022年07月10日 | 64   | 大分県選挙区 | 国民民主党 | 18万3258票 | 37.37% | 1    | 2/6                | /                            |
| 当   | 2023年大分市長選挙       | 2023年4月23日  | 64   | ーー         | 無所属     | ーー票     | ーー   | 1    | /1                 | /                            |